# Petit Croisse Baulet
Le Petit Croisse Baulet est un sommet du chaînon oriental de la chaîne des Aravis situé en Savoie et en Haute-Savoie, au-dessus des villages de Cordon et Combloux situés au nord-est dans la vallée de l'Arve. Il culmine à 2 009 mètres d'altitude juste au sud-sud-est du Croisse Baulet (2 236 m), au nord-ouest du sommet des Salles (1 757 m), au nord du Christomet (1 853 m) et au nord-est de la tête du Torraz (1 930 m), sous les sommets de la chaîne principale des Aravis qui s'étend au nord-ouest.

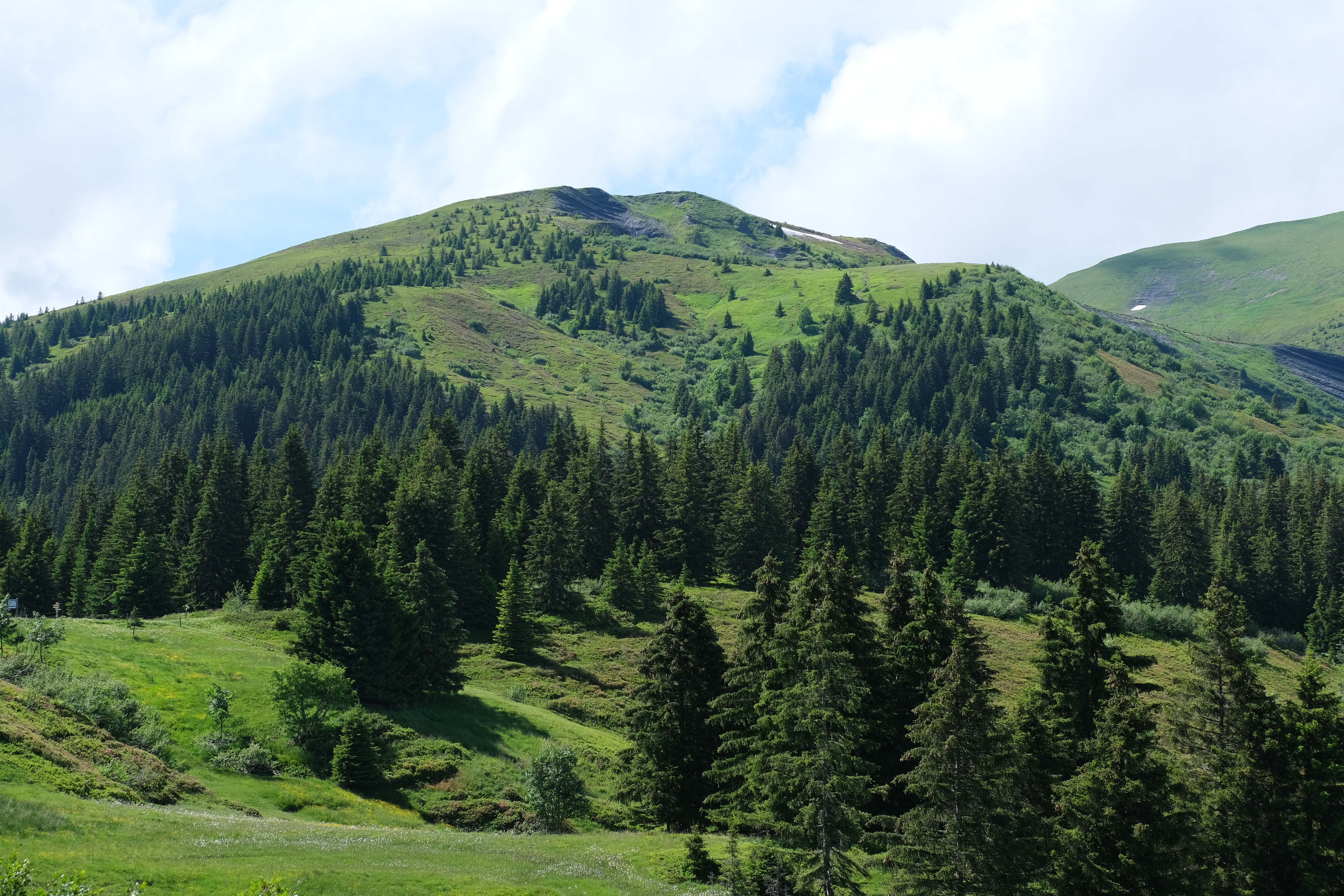
Le Petit Croisse Baulet à gauche et le Croisse Baulet à droite depuis le sommet des Salles au sud-est.